# Université catholique Péter-Pázmány
L'université catholique Péter-Pázmány (Pázmány Péter Katolikus Egyetem, /paːzmaːɲ peːtɛɾ kɒtolikuʃ ɛɟ͡ʝɛtɛm/, PPKE) est l'une des universités de Budapest, fondée en 1635 par Péter Pázmány. Elle est l'héritière de la faculté de théologie de l'Univerzitas de Nagyszombat – désormais l'université Loránd-Eötvös de Budapest – et de l'Académie catholique romaine de théologie. Elle devient université catholique en 1992.

## Historique
La première université de Buda est fondée en 1395 par Sigismond, roi de Hongrie mais disparaît après vingt ans de fonctionnement. Dans les années 1480, le roi Matthias tente de réitérer l'expérience dans le quartier du château royal mais le projet échoue.
En 1541, Pest et Buda deviennent deux villes ottomanes. L'administration hongroise est alors éclatée entre le nord du royaume épargné par les Turcs, ainsi que la Transylvanie. En 1635, Péter Pázmány, l'archevêque d'Esztergom et théologien fonde l'université à Nagyszombat et en confie la direction aux jésuites. À cette époque, l'université compte uniquement deux facultés : la faculté d'arts et une faculté de théologie. La faculté de droit est créée en 1667 et la faculté de médecine ouvre en 1769. Après la dissolution de l'ordre des jésuites, l'université est déplacée à Buda en 1777 en accord avec l'intention des fondateurs. Ce n'est qu'en 1784 que l'université trouve son emplacement final à Pest.

## Personnalités liées à l'université

### Étudiants
- Eszter Vitályos, (23 février 1979-), personnalité politique et avocate hongroise.